# Phenacoscorpius
Genre
Phenacoscorpius est un genre de poissons de la famille des Scorpaenidés.

## Liste d'espèces
Selon World Register of Marine Species (17 mars 2020) :
- Phenacoscorpius adenensis Norman, 1939
- Phenacoscorpius eschmeyeri Parin & Mandrytsa, 1992
- Phenacoscorpius longilineatus Motomura, Causse & Struthers, 2012
- Phenacoscorpius longirostris Motomura & Last, 2009
- Phenacoscorpius megalops Fowler, 1938 - espèce type
- Phenacoscorpius nebris Eschmeyer, 1965

## Publication originale
- (en) Henry W. Fowler, « Descriptions of new fishes obtained by the United States Bureau of Fisheries steamer Albatross, chiefly in Philippine seas and adjacent waters », Proceedings of the United States National Museum, Washington, Inconnu, vol. 85, no 3032,‎ 1938, p. 31–135 (ISSN 0096-3801 et 2377-6560, OCLC 1259735, DOI 10.5479/SI.00963801.85-3032.31, lire en ligne).